# 萬雙隧道
萬雙隧道是規劃連接台灣新北市萬里區到臺北市外雙溪的隧道，用以緩解金山萬里在旅遊旺季時的交通擁塞。

## 緣由
位在台灣東北角海岸線上的台北縣金山、萬里鄉,因屬於旅遊勝地，因此每逢假日必帶來湧塞車潮,嚴重的影響當地居民生活。因此,台北縣規劃推動萬雙隧道,縮短台北到金山的車程以抒解擁塞情形。

## 計劃期程
萬雙隧道為內政部「生活圈四年建設之先期規劃」計劃工程之一,於2007年通過萬里鄉公所工程規劃及環境評估作業。

## 工程經費
25億元